# Bomaanslag in Istanbul op 19 maart 2016
Op zondag 19 maart 2016, om omstreeks 11 uur in de ochtend, blies zelfmoordterrorist Mehmet Öztürk uit Gaziantep zichzelf op midden op de İstiklal Caddesi in de Turkse stad Istanbul, ter hoogte van het Griekse consulaat. Deze drukke winkelstraat is met zijn ambassades, kerken, winkels en uitgaansgelegenheden het symbool van het op het westen gerichte Turkije. De dader stond al geruime tijd op een lijst van terreurverdachten als lid van Islamitische Staat. De aanslag werd van meerdere kanten vastgelegd door beveiligingscamera's. Te zien is hoe Öztürk, schoon geschoren en in het zwart gekleed, wat twijfelend op de stoep staat alvorens naar het midden van de straat te lopen. Bij de explosie kwamen naast de dader vier buitenlandse toeristen om het leven, twee Amerikanen en twee Israëliërs. Onder de gewonden waren ook veel toeristen.

## Vergelijkbare aanslagen
De aanslag kwam enkele dagen na een zware aanslag in Ankara. Tevens was het de tweede zelfmoordaanslag van IS in de stad in 2016; in januari blies de Syrische Turkmeen Nabil Fadli zichzelf op op het plein bij de Blauwe moskee, waarbij twaalf Duitse toeristen en een Peruaan om het leven kwamen. Een jaar eerder, in januari 2015, blies een Tsjetsjeense vrouw zichzelf op in dezelfde toeristische wijk (Sultanahmet), waarbij een Turkse agent omkwam.

## Reacties
De Raad van Marokkaanse Moskeeën Nederland riep naar aanleiding van de aanslag moslims, joden en christenen op om samen te bidden op Goede Vrijdag.